# 山地元治

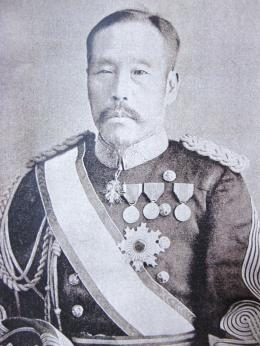
山地元治

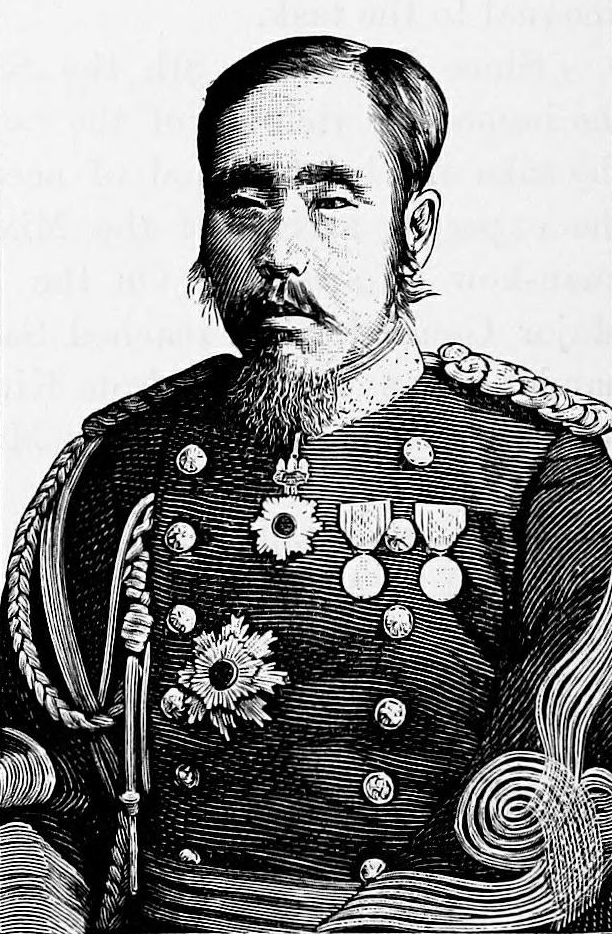
山地 元治

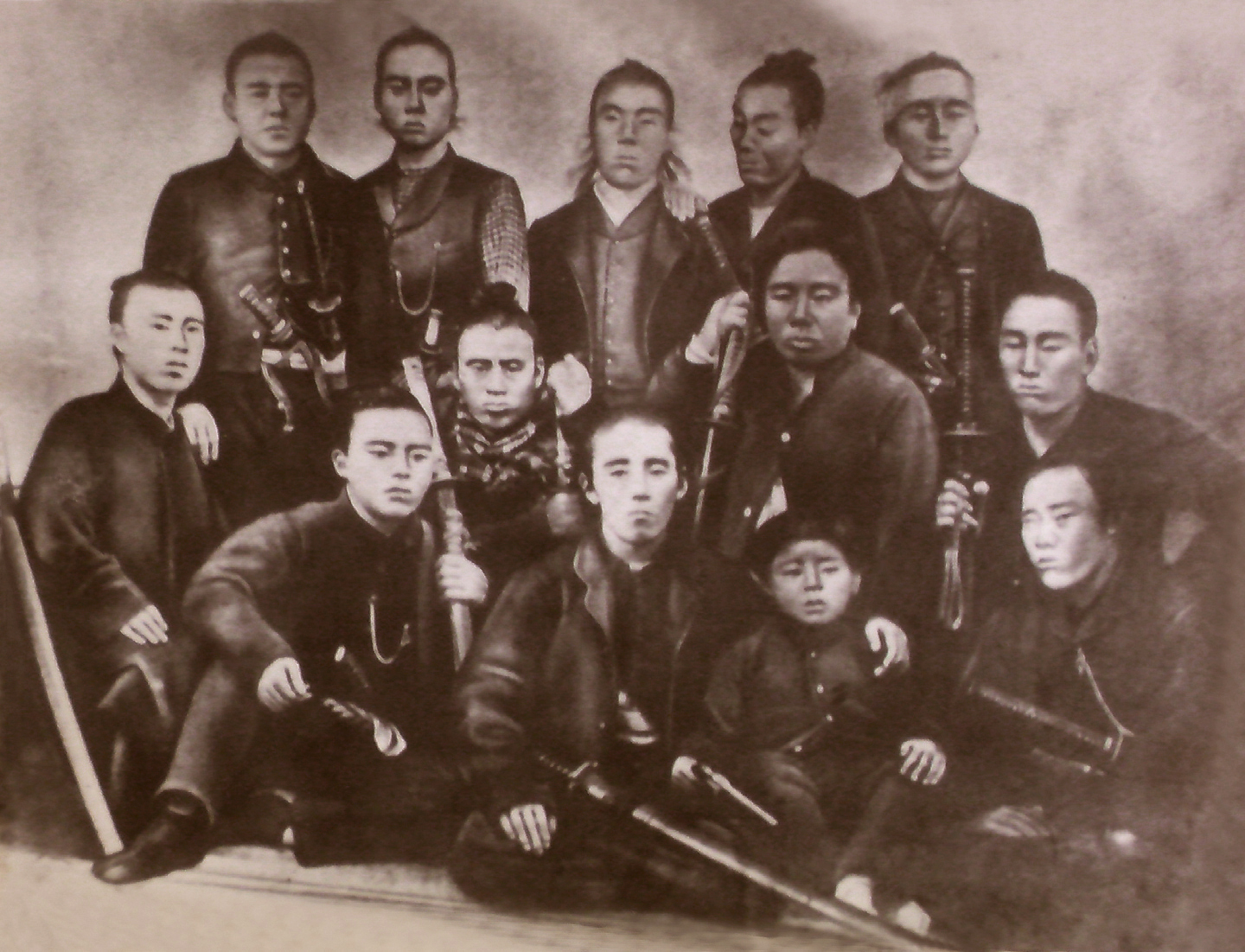
迅衝隊（前列左から伴権太夫、板垣退助（中央）、谷乙猪（少年）、山地忠七。 中列、谷神兵衛、谷干城（襟巻をして刀を持つ男性）、山田清廉、吉本平之助祐雄。 後列、片岡健吉、真辺正精、西山 榮、北村重頼、別府彦九郎）

山地 元治（やまじ もとはる、やまち もとはる天保12年7月25日（1841年9月10日） - 明治30年（1897年）10月3日）は、明治期の日本の陸軍軍人。最終階級は陸軍中将・従二位・勲一等・功三級・子爵。幼名・忠七。

## 来歴
土佐藩士（馬廻役・150石）山地元恒の長男として、高知城下小高坂越前町に生まれる。藩主の小姓役、足軽隊長を経て、慶応3年（1867年）から歩兵小隊司令をつとめる。鳥羽・伏見の戦いでは独断で新政府に与して幕府側を攻撃し、戊辰戦争では迅衝隊七番隊長、胡蝶隊長として東北各地を転戦した。明治元年（1868年）には大隊長となり、翌年、戦功によって賞典禄150石を授けられた。
明治4年（1871年）、御親兵として上京して陸軍中佐に昇任した。征韓論争では、板垣や後藤象二郎ら土佐藩出身とともに下野する。帰郷した後は、板垣等とともに自由民権運動に挺身しようと盟約を結んだものの、今後の方針を巡って板垣と対立（※詳細は板垣清女項に記載）をした結果、陸軍に復帰した。
近衛6番大隊長等を経て、明治8年（1875年）、歩兵第4連隊長に就任。明治10年（1877年）3月末、高島信茂少佐とともに別働第3旅団（4月5日別働第4旅団に改称、警視隊とは別部隊、司令代理兼参謀長：黒川通軌大佐）の参謀に任ぜられ、4月3日、部隊とともに玄海丸で神戸を発し、同日長崎に到着、以降10月まで西南戦争に出征し、戦傷を受けた。のち、歩兵第3連隊長兼東京鎮台高崎営所司令官や歩兵第12連隊長などを経、明治14年（1881年）2月には陸軍少将として熊本鎮台司令官をつとめた。
大阪鎮台司令官、歩兵第2旅団長、再度の熊本鎮台司令官を歴任し、明治19年（1886年）12月、陸軍中将。明治20年（1887年）5月24日、男爵。第6師団長を経て、第1師団長として日清戦争に出征し、金州や旅順、田庄台などを攻略した。明治28年（1895年）8月、子爵。さらに、西部都督を勤めたが、山口県防府市三田尻にて死去した。

## 逸話
- 13歳の時、片目を失明し「独眼竜将軍」の渾名を持つ勇将であった。
- 日清戦争で旅順を陥落させた際、飼育されたフタコブラクダ2頭を戦利品とし、皇太子に献上、2頭は上野動物園で飼育された[10]

## 墓所

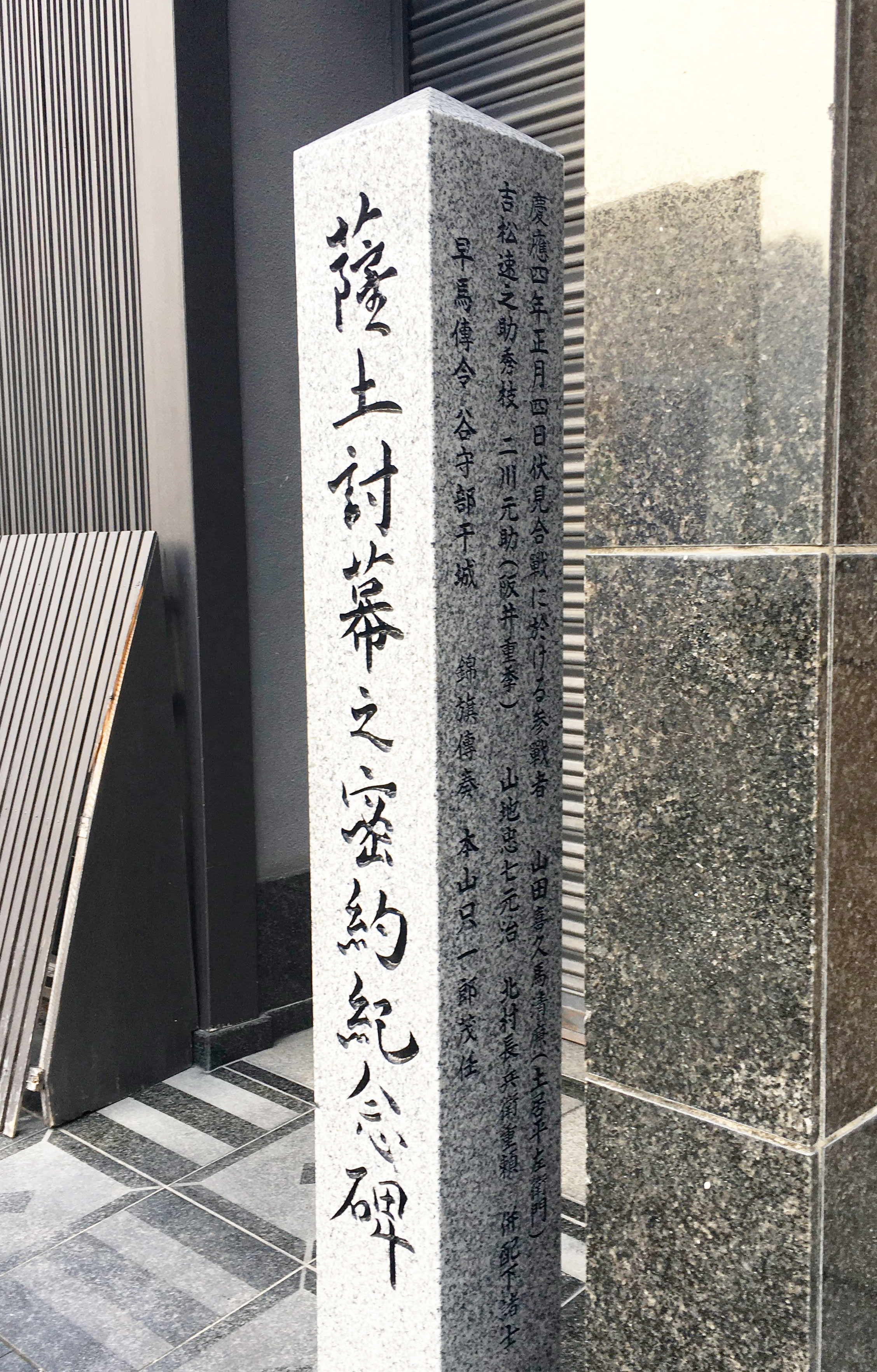
「薩土討幕之密約紀念碑」
山地忠七の活躍が刻まれている。
京都市東山区（祇園）

山地元治の墓所はかつて青山霊園にあったが、現在は存在しない。1971年（昭和46年）8月11日の高知新聞の夕刊と1975年（昭和50年）1月1日発行の『南国土佐』という雑誌（33号）に、「身売り待つ山地元将軍碑」という記事が掲載された。この碑は元々は青山霊園の墓所にあったもので、調布市の国立天文台や調布飛行場、旧米軍府中基地通称関東村の近くの国道20号甲州街道沿いの三叉路の角に放置されていたようである。また近くには1964年の東京オリンピックのマラソンの折り返し地点の碑が存在した。
山地将軍の碑は仙台石で出来ており、傷一つなく正確に文字が読み取れた。碑を所有していたのは新宿に本社がある世界堂で、現在は売却され庭園の石橋になっている。高知の団体が高知県に保存を打診したが、実現することはなかった。この碑が他所にあるということから、1970年頃には山地元治の墓は無縁仏になってしまったのではないかと推測されている。

## 栄典
位階
- 1886年（明治19年）10月28日 - 従四位[11]
- 1895年（明治28年）12月20日 - 正三位[12]
- 1897年（明治30年）10月4日 - 従二位[13]

勲章等
- 1887年（明治20年）11月25日 - 勲二等旭日重光章[14]
- 1889年（明治22年）11月25日 - 大日本帝国憲法発布記念章[15]
- 1895年（明治28年）
  - 8月20日 - 子爵・功三級金鵄勲章・勲一等旭日大綬章[16]
  - 11月18日 - 明治二十七八年従軍記章[17]

## 家族
- 長男 山地元彦（陸軍大尉）